# Formule 1 v roce 1953
IV. Mistrovství světa jezdců zahájila 18. ledna Grand Prix Argentiny, závěr sezony obstarala 13. září Grand Prix Itálie 1953. Alberto Ascari získal svůj druhý titul a stal se tak prvním pilotem v historii, který dokázal obhájit titul mistra světa. Ferrari se stalo suverénem sezony, když zvítězilo v sedmi z devíti Grand Prix. Byl to druhý a zároveň poslední rok, kdy v seriálu mistrovství světa formule 1 jezdily vozy formule 2.

## Pohled na sezónu
Ferrari pokračovalo v dominanci a zvítězilo v sedmi z devíti závodů započítaných do šampionátu Formule 1. Juan Manuel Fangio se vrátil zpět po roční přestávce a i přes nespolehlivý vůz Maserati vybojoval druhé místo v celkovém pořadí v Poháru jezdců. Sezona 1953 byl první opravdový celosvětový šampionát, když se na začátek kalendáře přidala Velká cena Argentiny a Formule 1 poprvé opustila hranice Evropy a Indy 500.
V roce 1953 byly všechny závody, které se započítávaly do mistrovství světa jezdců, jely podle předpisů Formule 2, s výjimkou jednoho závodu, Indianapolis 500, které se jelo podle předpisů AAA Championship Car. Mistrovství z roku 1953 bylo prvním opravdově globálním mistrovstvím světa jezdců, kdy byla poprvé uspořádána šampionátní událost mimo Evropu nebo Spojené státy. Tento závod, Grand Prix Argentiny 1953, byl poznamenán nehodou vozu Ferrari Giuseppe Fariny, který narazil do nechráněného davu, přičemž zemřelo devět diváků.

## Pravidla
- Boduje prvních pět jezdců podle klíče:
  - 1. 8 bodů
  - 2. 6 bodů
  - 3. 4 body
  - 4. 3 body
  - 5. 2 body
  - 1 bod získá pilot za nejrychlejší kolo

- Do konečné klasifikace se započítávají pouze 5 nejlepších výsledků z 9 závodů, které jsou v rámci mistrovství světa.

## Závody započítávané do MS
| Datum              | Grand Prix                                         | Náhled | Akce                  | Jezdec                   | Vůz                      | Stav MS        |
| ------------------ | -------------------------------------------------- | ------ | --------------------- | ------------------------ | ------------------------ | -------------- |
| 1. GP 18. leden    | Argentina Autódromo Oscar y Juan Gálvez (Výsledky) |        | Závod                 | Alberto Ascari           | Ferrari 500              | Alberto Ascari |
| 1. GP 18. leden    | Argentina Autódromo Oscar y Juan Gálvez (Výsledky) | Kolo   | Alberto Ascari        | Ferrari 500              |                          | Alberto Ascari |
| 1. GP 18. leden    | Argentina Autódromo Oscar y Juan Gálvez (Výsledky) | Pole   | Alberto Ascari        | Ferrari 500              |                          | Alberto Ascari |
| 2. GP 30. května   | Indy 500 Indianapolis (Výsledky)                   |        | Závod                 | Bill Vukovich            | Kurtis Kraft-Offenhauser | Alberto Ascari |
| 2. GP 30. května   | Indy 500 Indianapolis (Výsledky)                   | Kolo   | Bill Vukovich         | Kurtis Kraft-Offenhauser |                          | Alberto Ascari |
| 2. GP 30. května   | Indy 500 Indianapolis (Výsledky)                   | Pole   | Bill Vukovich         | Kurtis Kraft-Offenhauser |                          | Alberto Ascari |
| 3. GP 7. červen    | Nizozemska Zandvoort (Výsledky)                    |        | Závod                 | Alberto Ascari           | Ferrari 500              | Alberto Ascari |
| 3. GP 7. červen    | Nizozemska Zandvoort (Výsledky)                    | Kolo   | Luigi Villoresi       | Ferrari 500              |                          | Alberto Ascari |
| 3. GP 7. červen    | Nizozemska Zandvoort (Výsledky)                    | Pole   | Alberto Ascari        | Ferrari 500              |                          | Alberto Ascari |
| 4. GP 21. červen   | Belgie Spa-Francorchamps (Výsledky)                |        | Závod                 | Alberto Ascari           | Ferrari 500              | Alberto Ascari |
| 4. GP 21. červen   | Belgie Spa-Francorchamps (Výsledky)                | Kolo   | Juan Manuel Fangio    | Maserati A6GCM           |                          | Alberto Ascari |
| 4. GP 21. červen   | Belgie Spa-Francorchamps (Výsledky)                | Pole   | José Froilán González | Maserati A6GCM           |                          | Alberto Ascari |
| 5. GP 5. července  | Francie Remeš (Výsledky)                           |        | Závod                 | Mike Hawthorn            | Ferrari 500              | Alberto Ascari |
| 5. GP 5. července  | Francie Remeš (Výsledky)                           | Kolo   | Juan Manuel Fangio    | Maserati A6GCM           |                          | Alberto Ascari |
| 5. GP 5. července  | Francie Remeš (Výsledky)                           | Pole   | Alberto Ascari        | Ferrari 500              |                          | Alberto Ascari |
| 6. GP 18. červenec | Velká Británie Silverstone (Výsledky)              |        | Závod                 | Alberto Ascari           | Ferrari 500              | Alberto Ascari |
| 6. GP 18. červenec | Velká Británie Silverstone (Výsledky)              | Kolo   | Alberto Ascari        | Ferrari 500              |                          | Alberto Ascari |
| 6. GP 18. červenec | Velká Británie Silverstone (Výsledky)              | Pole   | Alberto Ascari        | Ferrari 500              |                          | Alberto Ascari |
| 7. GP 2. srpen     | Německo Nürburgring (Výsledky)                     |        | Závod                 | Giuseppe Farina          | Ferrari 500              | Alberto Ascari |
| 7. GP 2. srpen     | Německo Nürburgring (Výsledky)                     | Kolo   | Alberto Ascari        | Ferrari 500              |                          | Alberto Ascari |
| 7. GP 2. srpen     | Německo Nürburgring (Výsledky)                     | Pole   | Alberto Ascari        | Ferrari 500              |                          | Alberto Ascari |
| 8. GP 23. srpen    | Švýcarsko Bremgarten (Výsledky)                    |        | Závod                 | Alberto Ascari           | Ferrari 500              | Alberto Ascari |
| 8. GP 23. srpen    | Švýcarsko Bremgarten (Výsledky)                    | Kolo   | Alberto Ascari        | Ferrari 500              |                          | Alberto Ascari |
| 8. GP 23. srpen    | Švýcarsko Bremgarten (Výsledky)                    | Pole   | Juan Manuel Fangio    | Maserati A6GCM           |                          | Alberto Ascari |
| 9. GP 13. září     | Itálie Monza (Výsledky)                            |        | Závod                 | Juan Manuel Fangio       | Maserati A6GCM           | Alberto Ascari |
| 9. GP 13. září     | Itálie Monza (Výsledky)                            | Kolo   | Juan Manuel Fangio    | Maserati A6GCM           |                          | Alberto Ascari |
| 9. GP 13. září     | Itálie Monza (Výsledky)                            | Pole   | Alberto Ascari        | Ferrari 500              |                          | Alberto Ascari |

### Argentina
Čtvrtou sezonu seriálu Formule 1 odstartoval domácí závod Juana Manuela Fangia v hlavním městě Argentiny Buenos Aires. K nelibosti místních, získal pole position Alberto Ascari a vedl každé kolo. Fangio závod nedokončil kvůli problémům s převodovkou. Druhý dokončil Villoresi (Ferrari) a třetí José Froilán González (Maserati) dal alespoň malý důvod k radosti, poté, co Ninu Farinovi vběhl před vůz malý chlapec a on musel rychle změnit směr, ztratil kontrolu nad vozem, naboural do bariéry a zabil 13 diváků. Diváci začali šílet a v davové panice Alan Brown srazil jiného chlapce, který také vběhl na okruh. Argentinský prezident Juan Perón, který původně zamýšlel Velkou cenu jako chloubu jeho země, nakonec v tichosti okruh opustil ještě před koncem. Z první Velké ceny Argentiny se stal jeden z nejsmutnějších okamžiků motorsportu.

### Indianapolis 500
I přesto, že tento rok byl mezi prvním závodem a Indy 500 rozdíl celých pěti měsíců, tak se jej i tak evropské týmy neúčastnily. Závod vyhrál s neuvěřitelnou dominancí Bill Vukovich poté, co s přehledem vyhrál kvalifikaci a z celkových 200 kol vedl neuvěřitelných 195. Na druhém místě skončil Art Cross a o třetí se dělil Sam Hanks a Duane Carter.

### Nizozemsko
Nezastavitelné Ferrari v čele v Ascarim znovu získalo na přímořském okruhu v Zandvoortu pole position před Fangiovím Maserati a vedení až do odmávání šachovnicovou vlajkou nepustilo. Fangio závod nedokončil kvůli poškozené ose, ale dobrá zpráva pro Maserati byla že González, který převzal vůz od Bonetta dojel na 3. místě za Ascarim a Farinou.

### Belgie
Vysokorychlostní charakteristika okruhu ve Spa se projevila jako padnoucí pro Maserati, které tak alespoň trochu snížilo výkonnostní ztrátu na Ferrari. Důkazem toho bylo pole position, které v kvalifikaci získal Juan Manuel Fangio. V závodě o něj sice na úkor svého kolegy a krajana Gonzálese přišel, ale třetí Argentinec ve službách Maserati Onofre Marimón dokázal dojel na pódiu, poté, co Fangio a González ze závodu odstoupili. V závodě zvítězil Ascari a za ním další jezdec Ferrari Luigi Villoresi. Fangio získal bod za nejrychlejší kolo.

### Francie
Staronový okruh Reims-Gueux, který se pro tuto sezonu lehce změnil svým profilem, ale i jménem na pouze Reims hostil pátý závod Formule 1 roku 1953. Alberto Ascari size znova získal pole position, ale tentokráte se ve velice napínavém závodě propadl až na 4. pozici, zatím co závod vyhrál Mike Hawthorn (Ferrari) a stal se prvním Britem, který ve Formuli 1 vyhrál. Za ním dojel s rozdílem pouhé 1 sekundy Fangio a za Fangiem González se ztrátou 4 desetin. Ascari na čtvrté příčce ztrácel jen 4,6 sekundy. V posledních 31 kolech ze 60 si Fangio a Hawthorn vyměnili vedení závodu celkem jedenáctkrát.

### Velká Británie
Po vítězství Mika Hawthorna ve Francii, se britští fanoušci měli na co těšit a očekávání jistě nezůstaly pozadu. V kvalifikaci se Hawthorn kvalifikoval 3. za Ascarim a Gonzálesem a druhá výhra byla na dohled. Na startu se však Hawthorn propadl o 3 místa a jen co v druhém kole zpátky předjel Marimóna dostal silné hodiny a dle slov fanoušku a traťových maršálu byl "zjevně otřesen" a dle různých popisů tato nehoda mohla ukončit jeho kariéru. Následně musel strávit v boxech celé kolo, zatím co se jeho mechanici snažili opravit poškozenou nádrž s palivem. Ve finále se dokázal vyškrábat pouze na pátou příčku se ztrátou 3 kola na vítěze Ascariho. Na pódiu ještě dojel Fangio a Farina. 1 bod z nejrychlejší kolo si na půl rozdělili Alberto Ascari a José Froilán González.

### Německo
Závod na německém Nürburgringu vyhrál Nino Farina poté, co Ascariho motor selhal a ani když si vzal Villoresiho vůz nedokázal vyhrál a dojel osmý se ziskem pouz jednoho bodu za nejrychlejší kolo. Třetí druhé místo v řadě si připsal Fangio a podiu doplnil Mike Hawthorn. V tomto závodě si Ascari s předstihem zajistil svůj druhý Pohár jezdců.

### Švýcarsko
První místo v kvalifikaci na okruhu Bremgarten získal Fangio, ale v závodě po selhání motoru a převzetí vozu po Bonettovi nedokázal dojet lépe než čtvrtý a podle nových pravidel si nepřipsali oba závodníci plný počet bodů za sdílení vozu, ale 3 body za čtvrté místo si rozdělili na půl. Ferrari si v závodě zajistilo 1-2-3 (Ascari-Farina-Hawthorn).

### Itálie
V posledním závodě sezony, jako obvykle, získal Ascari pole position a vedl skoro všechna kola v závodě. Ještě v 79. z 80 kol vedl Ascari, jenže v posledním kole dostal hodiny a nemohl dále pokračovat. Toho využil Juan Manuel Fangio a dojel pro svou jedinou výhru sezony a také přerušil dominanci monopostu Ferrari a zabránil tak 100% úspěšnosti co se týče start/výhra. Pro Ascariho to ale nic neměnilo, protože i tak s velkým náskokem vyhrál šampionát jezdců. Druhý dokončil Farina, který na Fangia ztrácel pouze 1,4 sekundy a třetí Villoresi, byl pozadu o kolo.

## Konečné hodnocení Mistrovství světa

### Pohár jezdců
| *  | Jezdec                | ARG | 500 | NED  | BEL        | FRA | GBR | GER        | SUI       | ITA | Body        |
| -- | --------------------- | --- | --- | ---- | ---------- | --- | --- | ---------- | --------- | --- | ----------- |
| 1  | Alberto Ascari        | 1*  |     | 1    | 1          | 4   | 1** | 8† / Ret*† | 1*        | Ret | 34.5 (46.5) |
| 2  | Juan Manuel Fangio    | Ret |     | NC   | Ret / Ret† | 2*  | 2   | 2          | 4† / Ret† | 1*  | 28 (29.5)   |
| 3  | Giuseppe Farina       | Ret |     | 2    | Ret        | 5   | 3   | 1          | 2         | 2   | 26 (32)     |
| 4  | Mike Hawthorn         | 4   |     | 4    | 6          | 1   | 5   | 3          | 3         | 4   | 19 (27)     |
| 5  | Luigi Villoresi       | 2   |     | Ret* | 2          | 6   | Ret | 8† / Ret†  | 6         | 3   | 17          |
| 6  | José Froilán González | 3   |     | 3†   | Ret*       | 3   | 4** |            |           |     | 13.5 (14.5) |
| 7  | Bill Vukovich         |     | 1*  |      |            |     |     |            |           |     | 9           |
| 8  | Toulo de Graffenried  |     |     | 5    | 4          | 7   | Ret | 5          | Ret       | Ret | 7           |
| 9  | Felice Bonetto        | Ret |     | 3†   |            | Ret | 6   | 4          | 4† / Ret† | Ret | 6.5         |
| 10 | Art Cross             |     | 2   |      |            |     |     |            |           |     | 6           |
| 11 | Onofre Marimón        |     |     |      | 3          | 9   | Ret | Ret        | Ret       | Ret | 4           |
| 12 | Maurice Trintignant   | 7†  |     | 6    | 5          | Ret | Ret | Ret        | Ret       | 5   | 4           |
| 13 | Sam Hanks             |     | 3†  |      |            |     |     |            |           |     | 2           |
| 14 | Duane Carter          |     | 3†  |      |            |     |     |            |           |     | 2           |
| 15 | Óscar Alfredo Gálvez  | 5   |     |      |            |     |     |            |           |     | 2           |
| 16 | Jack McGrath          |     | 5   |      |            |     |     |            |           |     | 2           |
| 17 | Hermann Lang          |     |     |      |            |     |     |            | 5         |     | 2           |
| 18 | Fred Agabashian       |     | 4†  |      |            |     |     |            |           |     | 1.5         |
| 19 | Paul Russo            |     | 4†  |      |            |     |     |            |           |     | 1.5         |
| 20 | Stirling Moss         |     |     | 9    |            | Ret |     | 6          |           | 13  | 0           |
| 21 | Jean Behra            | 6   |     |      | Ret        | 10  | Ret | Ret        | Ret       |     | 0           |
| 22 | Roberto Mieres        |     |     | NC   |            | Ret |     |            |           | 6   | 0           |
| 23 | Jimmy Daywalt         |     | 6   |      |            |     |     |            |           |     | 0           |
| 24 | Harry Schell          | 7†  |     | Ret  | 7          | Ret | Ret | Ret        |           | 9   | 0           |
| 25 | Louis Rosier          |     |     | 7    | 8          | 8   | 10  | 10         | Ret       | 16  | 0           |
| 26 | Ken Wharton           |     |     | Ret  |            | Ret | 8   |            | 7         | NC  | 0           |
| 27 | Prince Bira           |     |     |      |            | Ret | 7   | Ret        |           | 11  | 0           |
| 28 | Jacques Swaters       |     |     |      |            |     |     | 7          | Ret       |     | 0           |
| 29 | Jim Rathmann          |     | 7   |      |            |     |     |            |           |     | 0           |
| 30 | Sergio Mantovani      |     |     |      |            |     |     |            |           | 7†  | 0           |
| 31 | Luigi Musso           |     |     |      |            |     |     |            |           | 7†  | 0           |
| 32 | Peter Collins         |     |     | 8    | Ret        | 13  | Ret |            |           |     | 0           |
| 33 | John Barber           | 8   |     |      |            |     |     |            |           |     | 0           |
| 34 | Ernie McCoy           |     | 8   |      |            |     |     |            |           |     | 0           |
| 35 | Max de Terra          |     |     |      |            |     |     |            | 8         |     | 0           |
| 36 | Umberto Maglioli      |     |     |      |            |     |     |            |           | 8   | 0           |
| 37 | Alan Brown            | 9   |     |      |            |     | Ret | Ret        |           | 12  | 0           |
| 38 | Tony Bettenhausen     |     | 9   |      |            |     |     |            |           |     | 0           |
| 39 | Fred Wacker           |     |     |      | 9          |     |     |            |           |     | 0           |
| 40 | Peter Whitehead       |     |     |      |            |     | 9   |            |           |     | 0           |
| 41 | Hans Herrmann         |     |     |      |            |     |     | 9          |           |     | 0           |
| 42 | Albert Scherrer       |     |     |      |            |     |     |            | 9         |     | 0           |
| 43 | Louis Chiron          |     |     |      |            | 15  |     |            |           | 10  | 0           |
| 44 | Paul Frère            |     |     |      | 10         |     |     |            | Ret       |     | 0           |
| 45 | Jimmy Davies          |     | 10  |      |            |     |     |            |           |     | 0           |
| 46 | Duke Nalon            |     | 11  |      |            |     |     |            |           |     | 0           |
| 47 | André Pilette         |     |     |      | 11         |     |     |            |           |     | 0           |
| 48 | Bob Gerard            |     |     |      |            | 11  |     |            |           |     | 0           |
| 49 | Rodney Nuckey         |     |     |      |            |     |     | 11         |           |     | 0           |
| 50 | Johnny Claes          |     |     | NC   | Ret†       | 12  |     | Ret        |           | Ret | 0           |
| 51 | Carl Scarborough      |     | 12  |      |            |     |     |            |           |     | 0           |
| 52 | Theo Helfrich         |     |     |      |            |     |     | 12         |           |     | 0           |
| 53 | Kenneth McAlpine      |     |     | Ret  |            |     | Ret | 13         |           | NC  | 0           |
| 54 | Manny Ayulo           |     | 13  |      |            |     |     |            |           |     | 0           |
| 55 | Yves Giraud-Cabantous |     |     |      |            | 14  |     |            |           | 15  | 0           |
| 56 | Hans Stuck            |     |     |      |            |     |     | Ret        |           | 14  | 0           |
| 57 | Jimmy Bryan           |     | 14  |      |            |     |     |            |           |     | 0           |
| 58 | Rudolf Krause         |     |     |      |            |     |     | 14         |           |     | 0           |
| 59 | Bill Holland          |     | 15  |      |            |     |     |            |           |     | 0           |
| 60 | Ernst Klodwig         |     |     |      |            |     |     | 15         |           |     | 0           |
| 61 | Rodger Ward           |     | 16  |      |            |     |     |            |           |     | 0           |
| 62 | Wolfgang Seidel       |     |     |      |            |     |     | 16         |           |     | 0           |
| 63 | Walt Faulkner         |     | 17  |      |            |     |     |            |           |     | 0           |
| —  | Jack Fairman          |     |     |      |            |     | Ret |            |           | NC  | 0           |
| —  | Lance Macklin         |     |     | Ret  | Ret        | Ret | Ret |            | Ret       | Ret | 0           |
| —  | Roy Salvadori         |     |     | Ret  |            | Ret | Ret | Ret        |           | Ret | 0           |
| —  | Élie Bayol            |     |     |      |            | Ret |     |            |           | Ret | 0           |
| —  | Chico Landi           |     |     |      |            |     |     |            | Ret       | Ret | 0           |
| —  | Robert Manzon         | Ret |     |      |            |     |     |            |           |     | 0           |
| —  | Carlos Menditeguy     | Ret |     |      |            |     |     |            |           |     | 0           |
| —  | Pablo Birger          | Ret |     |      |            |     |     |            |           |     | 0           |
| —  | Adolfo Schwelm Cruz   | Ret |     |      |            |     |     |            |           |     | 0           |
| —  | Marshall Teague       |     | Ret |      |            |     |     |            |           |     | 0           |
| —  | Spider Webb           |     | Ret |      |            |     |     |            |           |     | 0           |
| —  | Bob Sweikert          |     | Ret |      |            |     |     |            |           |     | 0           |
| —  | Mike Nazaruk          |     | Ret |      |            |     |     |            |           |     | 0           |
| —  | Pat Flaherty          |     | Ret |      |            |     |     |            |           |     | 0           |
| —  | Jerry Hoyt            |     | Ret |      |            |     |     |            |           |     | 0           |
| —  | Johnnie Parsons       |     | Ret |      |            |     |     |            |           |     | 0           |
| —  | Don Freeland          |     | Ret |      |            |     |     |            |           |     | 0           |
| —  | Gene Hartley          |     | Ret |      |            |     |     |            |           |     | 0           |
| —  | Chuck Stevenson       |     | Ret |      |            |     |     |            |           |     | 0           |
| —  | Cal Niday             |     | Ret |      |            |     |     |            |           |     | 0           |
| —  | Bob Scott             |     | Ret |      |            |     |     |            |           |     | 0           |
| —  | Andy Linden           |     | Ret |      |            |     |     |            |           |     | 0           |
| —  | Johnny Thomson        |     | Ret |      |            |     |     |            |           |     | 0           |
| —  | Georges Berger        |     |     |      | Ret        |     |     |            |           |     | 0           |
| —  | Arthur Legat          |     |     |      | Ret        |     |     |            |           |     | 0           |
| —  | Jimmy Stewart         |     |     |      |            |     | Ret |            |           |     | 0           |
| —  | Tony Rolt             |     |     |      |            |     | Ret |            |           |     | 0           |
| —  | Ian Stewart           |     |     |      |            |     | Ret |            |           |     | 0           |
| —  | Duncan Hamilton       |     |     |      |            |     | Ret |            |           |     | 0           |
| —  | Tony Crook            |     |     |      |            |     | Ret |            |           |     | 0           |
| —  | Edgar Barth           |     |     |      |            |     |     | Ret        |           |     | 0           |
| —  | Oswald Karch          |     |     |      |            |     |     | Ret        |           |     | 0           |
| —  | Willi Heeks           |     |     |      |            |     |     | Ret        |           |     | 0           |
| —  | Theo Fitzau           |     |     |      |            |     |     | Ret        |           |     | 0           |
| —  | Kurt Adolff           |     |     |      |            |     |     | Ret        |           |     | 0           |
| —  | Günther Bechem        |     |     |      |            |     |     | Ret        |           |     | 0           |
| —  | Ernst Loof            |     |     |      |            |     |     | Ret        |           |     | 0           |
| —  | Erwin Bauer           |     |     |      |            |     |     | Ret        |           |     | 0           |
| —  | Peter Hirt            |     |     |      |            |     |     |            | Ret       |     | 0           |
| —  | Piero Carini          |     |     |      |            |     |     |            |           | Ret | 0           |
| —  | John Fitch            |     |     |      |            |     |     |            |           | Ret | 0           |
| *  | Jezdec                | ARG | 500 | NED  | BEL        | FRA | GBR | GER        | SUI       | ITA | Body        |

## Závody nezapočítávané do MS

### Závody vypsané pro vozy Formule 1
| Datum      | Grand Prix       | Okruh               | Vítěz           | Vůz             | Výsledky |
| ---------- | ---------------- | ------------------- | --------------- | --------------- | -------- |
| 6. duben   | Glover Trophy    | Goodwood            | Ken Wharton     | BRM P15         | Výsledky |
| 10. květen | Eyläintarha      | Djurgards Park      | Rodney Nuckey   | Cooper T23      | Výsledky |
| 31. květen | Albi             | Albi                | Louis Rosier    | Ferrari 375     | Výsledky |
| 28. červen | Rouen            | Rouen-les-Essarts   | Giuseppe Farina | Ferrari 625     | Výsledky |
| 13. září   | Skarpnäcksloppet | Skarpnäcks Airfield | Erik Lundgren   | Ford Speciál V8 | Výsledky |

### Série Formule Libre
| Datum     | Grand Prix                         | Okruh        | Vítěz           | Vůz         | Výsledky |
| --------- | ---------------------------------- | ------------ | --------------- | ----------- | -------- |
| 9. březen | Gran Premio Ciudad de Buenos Aires | Buenos Aires | Giuseppe Farina | Ferrari 500 | Výsledky |

### Závody vypsané pro vozy Formule 2
| Datum        | Grand Prix                     | Okruh               | Vítěz                | Vůz               | Výsledky |
| ------------ | ------------------------------ | ------------------- | -------------------- | ----------------- | -------- |
| 22. březen   | Syrakusi                       | Syrakusi            | Toulo de Graffenried | Maserati A6GCM/53 | Výsledky |
| 6. duben     | Pau                            | Pau                 | Alberto Ascari       | Ferrari 500       | Výsledky |
| 6. duben     | Lavant Cup                     | Goodwood            | Toulo de Graffenried | Maserati A6GCM/53 | Výsledky |
| 18. duben    | Aston Martin Owners Club       | Snetterton          | Eric Thompson        | Frazer Nash MM    | Výsledky |
| 3. květen    | Grand Prix Bordeaux            | Bordeaux            | Alberto Ascari       | Ferrari 500       | Výsledky |
| 10. květen   | BRDC                           | Silverstone         | Mike Hawthorn        | Ferrari 500       | Výsledky |
| 10. květen   | Neapol                         | Posilippo           | Giuseppe Farina      | Ferrari 500       | Výsledky |
| 16. květen   | Ulster Trophy                  | Dundrod             | Mike Hawthorn        | Ferrari 500       | Výsledky |
| 23. květen   | Winfield                       | Dundrod             | Ken Wharton          | Cooper T23        | Výsledky |
| 24. květen   | des Frontières                 | Chimay              | Maurice Trintignant  | Gordini T16       | Výsledky |
| 25. květen   | Coronation Trophy              | Crystal Palace      | Tony Rolt            | Connaught A       | Výsledky |
| 30. květen   | Snetterton Coronation Trophy   | Snetterton          | Tony Rolt            | Connaught A       | Výsledky |
| 31. květen   | Coupe de Printemps             | Montlhery           | Marcel Balsa         | Ferrari 500       | Výsledky |
| 27. červen   | West Essex CC                  | Snetterton          | Kenneth McAlpine     | Connaught A       | Výsledky |
| 27. červen   | Midlands M.E.C.C.              | Silverstone         | Anthony Crook        | Cooper T24        | Výsledky |
| 11. červenec | Crystal Palace Trophy          | Crystal Palace      | Tony Rolt            | Connaught A       | Výsledky |
| 25. červenec | United States Air Force Trophy | Snetterton          | Tony Rolt            | Connaught A       | Výsledky |
| 26. červenec | Circuit du Lac                 | Aix-les-Bains       | Èlie Bayol           | Osca 20           | Výsledky |
| 3. srpen     | Bristol M.C. & L.C.C.          | Thruxton            | Tony Rolt            | Connaught A       | Výsledky |
| 8. srpen     | Mid-Cheshire M.C.              | Oulton Park         | Tony Rolt            | Connaught A       | Výsledky |
| 9. srpen     | Grand Prix des Sables d'Olonne | les Sables d'Olonne | Louis Rosier         | Ferrari 500       | Výsledky |
| 15. srpen    | Newcastle Journal Trophy       | Charterhall         | Ken Wharton          | Cooper T23        | Výsledky |
| 30. srpen    | Circuit de Cadours             | Cadours             | Maurice Trintignant  | Gordini T16       | Výsledky |
| 12. září     | RedeX Trophy                   | Snetterton          | Eric Thompson        | Connaught A       | Výsledky |
| 19. září     | London Trophy                  | Crystal Palace      | Stirling Moss        | Cooper T24        | Výsledky |
| 20. září     | Modena                         | Modena              | Juan Manuel Fangio   | Maserati A6GCM/53 | Výsledky |
| 26. září     | Madgwick Cup                   | Goodwood            | Roy Salvadori        | Connaught A       | Výsledky |
| 2. říjen     | Joe Fry Memorial Trophy        | Castle Combe        | Bob Gerard           | Cooper T23        | Výsledky |
| 17. říjen    | Curtis Trophy                  | Snetterton          | Bob Gerard           | Cooper T23        | Výsledky |

### Mistrovství Německé demokratické republiky Formule 2
| Datum        | Grand Prix                        | Okruh                     | Vítěz         | Vůz       | Výsledky |
| ------------ | --------------------------------- | ------------------------- | ------------- | --------- | -------- |
| 18. duben    | Strassenrennen Karl-Marx-Stadt    | Chemnitzer Autobahnschere | Rudolf Krause | BMW-Reif  | Výsledky |
| 7. červen    | Dessauer Auto- und Motorradrennen | Dessau                    | Edgar Barth   | EMW 52/53 | Výsledky |
| 28. červen   | Halle-Saale-Schleiferennen        | Halle-Saale-Schleife      | Edgar Barth   | EMW 52/53 | Výsledky |
| 26. červenec | Autobahnspinne Dresden            | Dresden-Hellerau          | Edgar Barth   | EMW 52/53 | Výsledky |
| 6. září      | Sachsenringrennen                 | Sachsenring               | Edgar Barth   | EMW 52/53 | Výsledky |

### Výsledky Mistrovství NDR Formule 2
1. Edgar Barth 24
2. Rudolf Krause 18
3. Karl Weber 9
4. Ernst Klodwig 	5
5. Kurt Straubel 4
6. Paul Thiel 3
7. Heinz Melkus	3
8. Bobby Kohlrauch 2

### Mistrovství Spolkové republiky Německo Formule 2
| Datum        | Grand Prix                       | Okruh       | Vítěz                | Vůz               | Výsledky |
| ------------ | -------------------------------- | ----------- | -------------------- | ----------------- | -------- |
| 31. květen   | Internationales ADAC Eifelrennen | Nürburgring | Toulo de Graffenried | Maserati A6GCM/53 | Výsledky |
| 18. červenec | Internationales Avusrennen       | AVUS        | Jacques Swaters      | Ferrari 500       | Výsledky |
| 2. srpen     | Grand Prix Německa               | Dessau      | Giuseppe Farina      | Ferrari 500       | Výsledky |

### Výsledky Mistrovství SRN Formule 2
1. Theo Helfrich 14
2. Hans Herrmann 13
3. Kurt Adolff 6
4. Hans Klenk 6
5. Hans Stuck 6
6. Wolfgang Seidel 6
7. Karl-Günther Bechem 3
8. Hans Blees 2
9. Ernst Lautenschlager 2
10. Adolf Lang 1
11. Josef Hummel 1